# شنان عرباوي
الشَّنَّان العرباوي (باللاتينية: Anabasis oropediorum) نوع نباتي يتبع جنس الشَّنَّان من الفصيلة القطيفية.

## الموئل والانتشار
موطنه المشرق العربي ووادي النيل والمغرب العربي. أخذ اسمه من وادي عربة.